# 康斯坦·特魯瓦永
康斯坦·特魯瓦永（法語：Constant Troyon，法語發音：[kɔ̃stɑ̃ tʁwajɔ̃]；1810年8月28日—1865年2月21日）是一位法國畫家，也是巴比松畫派的主要成員之一。
康斯坦·特魯瓦永是著名的動物畫家，並巴比松畫派關係密切。
1846年，康斯坦·特魯瓦永前往荷蘭，在海牙看到保卢斯·波特（Paulus Potter）的著名畫作《小公牛》。康斯坦·特魯瓦永以克伊普的風景和伦勃朗的名作來改變繪畫方法。當康斯坦·特魯瓦永開始以動物為主題作畫後，他逐漸獲得成功，作品成為英國和美國公認的經典。